# 10122 Fröding
Fröding è un asteroide della fascia principale. Scoperto nel 1993, presenta un'orbita caratterizzata da un semiasse maggiore pari a 3,2217604 UA e da un'eccentricità di 0,1687605, inclinata di 0,50112° rispetto all'eclittica.